# Формы питания в гостинице

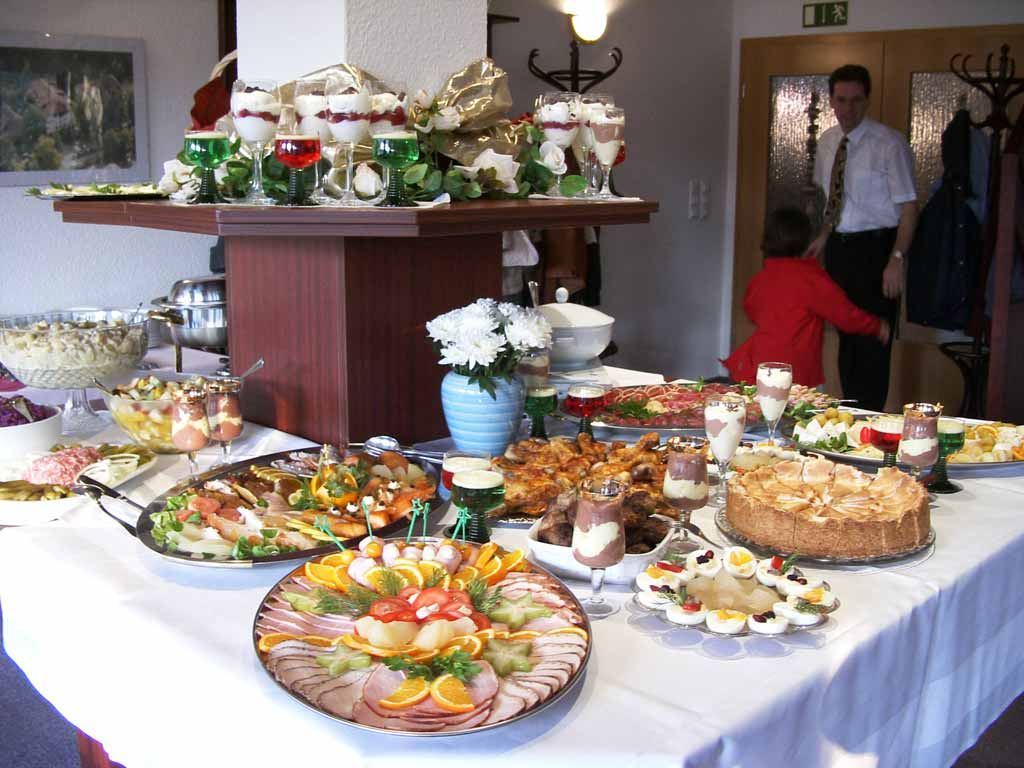
Шведский стол

Форма питания в гостинице — еда и напитки, включённые в стоимость проживания и предлагаемые клиенту во время проживания в гостинице.

## Основные формы питания
Тип питания в отеле указывается сразу после типа номера. Как правило, обозначается двумя или тремя латинскими буквами:
- RO (Room only) — без питания.
- EP (European Plan), BO (Bed Only), AO (Accommodation Only), NO — без питания.
- BB (Bed & breakfast) — завтрак. Как правило под этим подразумевается завтрак-буфет. Вариант с обслуживанием по системе «шведский стол». Включает как холодные, так и горячие блюда. Разнообразие блюд сильно отличается от страны к стране.
- HB (Half board) — полупансион. Как правило завтрак и ужин, но возможен и вариант завтрак и обед.
- FB (Full board) — полный пансион (завтрак, обед и ужин).
- AI (All inclusive) — всё включено — завтрак, обед и ужин (шведский стол). В течение дня предлагаются напитки (алкогольные и безалкогольные) в неограниченном количестве плюс дополнительное питание (второй завтрак, полдник, поздний ужин, легкие закуски, барбекю в барах отеля и т. п.)

## Дополнительные формы питания
- CB (Continental breakfast) — континентальный завтрак (также встречается название французский завтрак). Лёгкий завтрак, состоящий из кофе (чая), сока, булочки, масла и джема. Предлагается, как правило, в европейских городских отелях. «Кофе+круассан» очень хорошо характеризует такие завтраки. Минимальное разнообразие, но и существенная экономия в случае оплаты дополнительно.
- AB (American breakfast) — американский завтрак (также встречается название английский завтрак). Помимо джема и масла, в английский завтрак включаются яйца, хлопья, молоко. Основное отличие от завтрака-буфета — из горячих блюд только омлет с беконом (иногда сосисками). «Американский» завтрак отличается от английского тем, что в него, как правило, входят блинчики (панкейки) и сироп.

- UAI (Ultra all inclusive) — завтрак, поздний завтрак, обед, полдник и ужин (шведский стол). Большой выбор сладостей, десертов, всевозможных закусок и напитков. Большинство отелей, работающих по системе Ultra All Inclusive, предлагают гостям дополнительное бесплатное питание в ресторанах с кухней разных народов мира. Основное отличие от системы All inclusive — более высокий уровень питания и напитков. Как правило, встречается в таких странах, как Турция и Египет. Отели в остальных странах редко используют такой термин.

## Формы подачи питания
- À la carte — Обслуживание по меню официантами. В случае, если питание включено в стоимость проживания или предоплачено, то предоставляется выбор блюд по нескольким позициям.
- Шведский стол — Самообслуживание. Блюда выложены на подносах и каждый самостоятельно набирает себе нужное количество. Напитки подаются или тут же в баре, или официантами. Чай-кофе самостоятельно наливаются.